# Pibor (miasto)
Pibor – miasto w Sudanie Południowym, stolica stanu Boma nad rzeką o tej samej nazwie. Liczy poniżej 1000 mieszkańców. Ośrodek przemysłowy. W mieście znajduje się port lotniczy Pibor.